# 5148 Джордано
5148 Джорда́но (5148 Giordano) — астероїд головного поясу, відкритий 17 жовтня 1960 року.
Тіссеранів параметр щодо Юпітера — 3,201.